# Bakonyi Tibor
Bakonyi Tibor (Budapest, 1958. január 10. –) magyar politikus, országgyűlési képviselő, főiskolai tanár.

## Élete
Bakonyi György és Fersch Ágnes gyermekeként született.
1976-ban a Kőrösi Csoma Sándor Gimnázium és Szakközépiskolában érettségizett. 1978–1982 között a Bessenyei György Tanárképző Főiskola népművelés–földrajz szakos hallgatója volt. 1989–1991 között a Kereskedelmi és Vendéglátóipari Főiskola vállalkozás-marketing szakos diákja volt. 1991–1994 között az Eötvös Loránd Tudományegyetem szociológia–társadalomismeret szakát végezte el. 1998–2001 között a Budapesti Közgazdaságtudományi Egyetem nemzetközi gazdasági és üzleti kapcsolatok szakát végezte el. 2004-ben a Semmelweis Egyetem Testnevelési és Sporttudományi Karán doktorált.
1976–1977 között a VBKM Akkumulátor- és Szárazelemgyárban volt laboráns. 1977–1978 között a Budapesti Elektromos Műveknél könyvtárosként dolgozott. 1978–1987 között a Közlekedési és Metró Építő Vállalat közművelődési titkára, majd főmunkatársa.
1981–1989 között az MSZMP tagja. 1986–1989 között a KISZ XII. kerületi bizottságának titkára. 1989 óta az MSZP tagja. 1989–1992 között a Baloldali Ifjúsági Társulás alelnöke volt.
1991–1992 között a Hungaro-Kontakt Kft. ügyvezetője. 1992–1994 között a Kossuth Kereskedőház Kft. ügyvezető igazgatójaként dolgozott.
1997 óta a Magyar Olimpiai Bizottság tagja.
1994–2007 között országgyűlési képviselő.
1996–1999 között a Biztosítás-felügyeleti Bizottság elnöke, 1996–1997 között a Fővárosi Gázművek Rt. igazgatótanácsának tagja.
2002–2007 között a Fővárosi Közgyűlés tagja, 2002–2006 között Budapest főpolgármester-helyettese volt. 2003–2006 között a gazdasági bizottság, 2006–2008 között pedig a környezetvédelmi és turisztikai bizottság elnöki tisztét is betöltötte.
2003–2006 között a Közép-magyarországi Regionális Fejlesztési Tanács társelnöke, 2003–2008 között a budapesti pénzügyi ellenőrző bizottság elnöke volt.
2004-ben európai parlamenti képviselő-jelölt.
2007 óta a Fővárosi Gázművek Rt. vezérigazgatója, a Semmelweis Egyetem docense, a Zsigmond Király Főiskola tanára.

## Magánélete
1985-ben házasságot kötött Juhász Ildikóval. Két gyermekük született: Miklós (1985) és Ágnes (1989).

## Műve
- Állam, civil társadalom, sport (2007)